# Никитинский, Яков Яковлевич (старший)
Яков Яковлевич Никитинский (1854—1924) — русский учёный, советский химик-технолог; профессор и декан коммерческо-технического отделения Императорского Московского технического училища, Действительный статский советник, основоположник научного товароведения пищевых продуктов.

## Биография
Родился 11 (23) ноября 1854 года в московской купеческой семье. Старший брат Н. Я. Никитинского.
Среднее образование получил в 4-й Московской гимназии. В 1876 году окончил Императорское Московское техническое училище со званием инженера-технолога и золотой медалью. Был оставлен в училище и 1 сентября 1877 года вступил в службу; с 3 ноября 1878 года состоял на должности лаборанта; с 1880 года преподавал химическую технологию и руководил практическими занятиями в технической лаборатории. В 1879 году вместе с братом в Политехническом музее читал по воскресеньям лекции; в типографии С. П. Архипова и К° были изданы брошюры: «Коллекции по винокуренному производству», «Мясо и его продукты».
В марте 1886 года за диссертацию «Котельная накипь, ржавление и разъедание паровых котлов и средства для уничтожения этих явлений» был удостоен звания учёного инженера-технолога и в 1890 году получил должность профессора по кафедре химической технологии; с 1895 года — заведующий кафедрой технологии питательных веществ. С 1909 года — заслуженный профессор.
С 1883 года преподавал в Московском сельскохозяйственном институте; в 1895—1908 годах состоял адъюнкт-профессором и заведующим кафедрой сельскохозяйственной технологии.
В 1899 году получил чин действительного статского советника.
Преподаванию товароведения Я. Я. Никитинский отдал 47 лет. Был одним из организаторов высшего коммерческого учебного заведения в России и являлся основоположником научного товароведения, преподавание которого велось на основе физики, химии, естествознания, а также технологии, сельскохозяйственных и экономических наук. Преподавал товароведение в Московском коммерческом институте со дня его основания (19 февраля 1907 года). В 1908 году организовал кафедру пищевых и непищевых товаров, став её первым заведующим. В 1912 году занял должность сверхштатного ординарного профессора товароведения. Первый декан коммерческо-технического отделения Московского коммерческого института.
Совместно с профессором П. П. Петровым им был издан (1906—1908) первый фундаментальный учебник «Руководство по товароведению с необходимыми сведениями из технологии» в двух томах: в первом томе рассматривались промышленные товары, во втором — продовольственные. По этим учебникам по специальности товароведения в течение трех десятилетий учились студенты не только коммерческого института, но и других учебных заведений.
В предисловии к первому изданию учебника авторы писали: «Преподавание товароведения должно быть поставлено научно и должно основываться на знаниях естествознания, физики, химии; технология в курсе товароведения должна иметь вспомогательное значение и излагаться настолько, насколько это необходимо для надлежащего понимания происхождения качества и значения описываемых товаров».
В 1910 году в коммерческом институте под руководством Никитинского начала работать испытательная комиссия, дающая право на звание преподавателя специальных предметов в коммерческих учебных заведениях. Он составил программу экзаменов для получения звания адъюнкта. Первыми товароведами, прошедшими эту подготовку, были: В. Р. Вильямс, А. М. Бочвар и Ф. В. Церевитинов.
После революции участвовал в организации советской пищевой промышленности.
Много десятилетий жил в Москве по адресу: ул. Остоженка, д. 8, кв. 4.
Умер 29 марта 1924 года; похоронен на Донском кладбище.
Дочь Я. Я. Никитинского Александра Яковлевна (1886—1961), в первом браке (с 1905 года) — за известнейшим впоследствии зоологом П. А. Цёге фон Мантейфелем (сын — Борис Мантейфель, ихтиолог и гидробиолог, доктор биологических наук), позднее — известный советский микробиолог, доцент МГУ, многолетний ассистент и соавтор, а примерно с 1940 года, во втором браке — жена основателя отечественной технической микробиологии академика В. Н. Шапошникова. Никитинский также имел двух сыновей, старший из которых Яков (1878—1941), как и отец, стал профессором Московского коммерческого института и Московского Высшего технического училища.

## Награды
- Орден Святого Станислава 2-й степени (1890)
- Орден Святой Анны 2-й степени (1895)
- Орден Святого Владимира 4-й степени (1903)
- Орден Святого Владимира 3-й степени (1906)
- Орден Святого Станислава 1-й степени (1914)
- Медаль «В память царствования императора Александра III»
- Медаль «В память коронации императора Николая II»
- Медаль «В память 300-летия царствования дома Романовых»